# Louis Charles de Jurgy de La Varenne
Louis Charles de Jurgy de la Varenne, né le 25 février 1726 à Paris, où il est mort le 4 mars 1805, est un général français de la Révolution et de l’Empire.

## États de service
Il entre en service en 1743, comme volontaire au régiment de Gâtinais. Lieutenant le 4 février 1744 au sein du même régiment. il servit en Flandre entre 1743-1744; en Italie 1747-1748. Enseigne, incorporé dans le régiment de Lorraine-infanterie, le 10 février 1749. Lieutenant en 2e du génie à l'Ecole de Mézières le 1er janvier 1752; Lieutenant en 1er et ingénieur ordinaire le 8 mai 1753, à l'équipage du génie du Havre en 1756 puis en Allemagne de 1757-1758. Capitaine du génie le 28 juillet 1759; chevalier de Saint-Louis en 1761. Major le 1er janvier 1777; lieutenant-colonel-sous-brigadier le 8 avril 1779 à Cambrai.
Il est nommé colonel chef de brigade le 20 mars 1787 à Amiens, et le 1er janvier 1791, il devient directeur des fortifications à Toulon. Maréchal de camp employé le 8 mars 1793. Remercié le 15 mai 1793; il est suspendu de ses fonctions le 1er juin de la même année. Mis à la retraite, il obtint une pension de 3 000 francs, le 23 mars 1802.
Il est chevalier de Saint-Louis.

## Sources
- (en) « Generals Who Served in the French Army during the Period 1789 - 1814: Eberle to Exelmans »
- Docteur Robinet, Jean-François Eugène et J. Le Chapelain, Dictionnaire historique et biographique de la révolution et de l'empire, 1789-1815, volume 2, Librairie Historique de la révolution et de l’empire, 886 p. (lire en ligne), p. 246.
- Georges Six : Dictionnaire biographique des Généraux et Amiraux français de la Révolution et de l'Empire (1792-1814), Tome I